# 495287 Harari
495287 Harari è un asteroide della fascia principale. Scoperto nel 2013, presenta un'orbita caratterizzata da un semiasse maggiore pari a 3,2019937 au e da un'eccentricità di 0,2039968, inclinata di 17,64672° rispetto all'eclittica.